# Deutsche Volleyball-Bundesliga 1977/78 (Männer)
Die Saison 1977/78 der Volleyball-Bundesliga der Männer war die vierte Ausgabe dieses Wettbewerbs. Der TSV 1860 München wurde Deutscher Meister. Gießen und Freiburg mussten absteigen, Münster zog sich zurück.

## Mannschaften
In dieser Saison spielten folgende acht Mannschaften in der Bundesliga:
- SSF Bonn
- USC Freiburg
- USC Gießen
- Hamburger SV
- TuS 04 Leverkusen
- TSV 1860 München
- USC Münster
- VBC Paderborn

Aufsteiger aus der 2. Bundesliga waren der TuS 04 Leverkusen (Nord) und der USC Freiburg (Süd).

## Tabelle
|    | Verein         | Punkte | Sätze |
| -- | -------------- | ------ | ----- |
| 1. | München        | 26:2   | 39:8  |
| 2. | Hamburg (M,P)  | 22:6   | 34:16 |
| 3. | Münster        | 16:12  | 29:22 |
| 4. | Leverkusen (N) | 14:14  | 29:29 |
| 5. | Bonn           | 12:16  | 23:30 |
| 6. | Paderborn      | 10:18  | 24:30 |
| 7. | Gießen         | 10:18  | 22:30 |
| 8. | Freiburg (N)   | 2:26   | 5:39  |

|     | Absteiger in die 2. Bundesliga   |
| (M) | Meister der Vorsaison            |
| (P) | Pokalsieger der Vorsaison        |
| (N) | Aufsteiger aus der 2. Bundesliga |